# Sde Ilan
Sde Ilan är en ort i Israel.   Den ligger i distriktet Norra distriktet, i den norra delen av landet. Sde Ilan ligger 186 meter över havet och antalet invånare är 396.
Terrängen runt Sde Ilan är huvudsakligen kuperad, men den allra närmaste omgivningen är platt. Terrängen runt Sde Ilan sluttar österut. Runt Sde Ilan är det ganska tätbefolkat, med 172 invånare per kvadratkilometer. Närmaste större samhälle är Nasaret, 12,3 km väster om Sde Ilan. Trakten runt Sde Ilan består till största delen av jordbruksmark.